# .ss
.ss és el domini de primer nivell territorial (ccTLD) designat per a Sudan del Sud al DNS d'Internet. Prové del codi ISO 3166-1 alpha-2 per a Sudan del Sud, que és SS. Segons CIO East Africa, el TLD es va reservar el 10 d'agost de 2011 després de la declaració d'independència respecte al Sudan. El TLD es va registrar el 31 d'agost de 2011; el 20 de juliol de 2013, encara no estava a l'arrel del DNS i, per tant, no estava operatiu.
Abans que es registrés .ss, el Sotssecretari de Telecomunicacions del país estava preocupat pel possible rebuig del domini, pel fet que SS també és abreviatura de Schutzstaffel, l'organització paramilitar de l'Alemanya Nazi.
Abans de la independència del Sudan del Sud, el domini vigent era .sd, el domini de primer nivell territorial del Sudan.